# Flumpool
Flumpool (stilisiert: flumpool) ist eine japanische Musikgruppe aus dem Rock- und Popbereich, die mehrere Top-10-Hits in Japan hatte.

## Geschichte
Yamamura, Sakai und Amakawa, die Freunde waren, seit sie den Kindergarten besuchten, gründeten im Jahr 2002 eine Band namens 309. Ogura trat 2007 in diese Band ein und der Name der Band wurde in Flumpool geändert. 2008 verkauften sie die erste CD, hana ni nare. Das 2008 herausgegebene Album Unreal gewann die Platin-Schallplatte für mehr als 250.000 verkaufte Alben. 2009 stand Flumpool an der Spitze der japanischen Charts und erhielt einen Artist of the Year Award. Die Band spielte im Nippon Budōkan (日本武道館) und trat zum ersten Mal in der alljährlichen TV-Sylvestershow Kōhaku Uta Gassen (紅白歌合戦) auf. 2019 landete die Band mit der Single Help auf Platz 5 der japanischen Billboard Charts.

## Daten
Flumpool wurde im Jahr 2007 in Osaka gegründet. Sie steht beim japanischen Label Amuse unter Vertrag. Die Besetzung besteht aus
- Ryuta Yamamura (山村隆太) (* 21. Januar 1985 in Matsubara-shi, Osaka): Gitarre, Vocal
- Kazuki Sakai(阪井一生) (* 26. Februar 1985 in Matsubara-shi, Osaka):Gitarre
- Genki Amakawa (尼川元気) (* 27. November 1984 in Matsubara-shi, Osaka): Bass
- Seiji Ogura (小倉誠司) (* 27. Februar 1984 in Nishiwaki-shi, Hyogo): Bandleader

## Diskografie

### Studioalben
| Jahr | Titel                   | Höchstplatzierung, Gesamtwochen, AuszeichnungChartsChartplatzierungen (Jahr, Titel, Platzierungen, Wochen, Auszeichnungen, Anmerkungen) | Anmerkungen                             |
| Jahr | Titel                   | JP | Anmerkungen                             |
| ---- | ----------------------- | --- | --------------------------------------- |
| 2008 | Unreal                  | JP2 Platin · (38 Wo.)JP | Erstveröffentlichung: 19. November 2008 |
| 2009 | What’s Flumpool!?       | JP2 Gold · (18 Wo.)JP | Erstveröffentlichung: 23. Dezember 2009 |
| 2011 | Fantasia of Life Stripe | JP2 Gold · (16 Wo.)JP | Erstveröffentlichung: 26. Januar 2011   |
| 2012 | Experience              | JP5 Gold · (10 Wo.)JP | Erstveröffentlichung: 12. Dezember 2012 |
| 2016 | Egg                     | JP2 (8 Wo.)JP | Erstveröffentlichung: 16. März 2016     |
| 2020 | Real                    | JP5 (7 Wo.)JP | Erstveröffentlichung: 20. Mai 2020      |
| 2022 | A Spring Breath         | JP14 (3 Wo.)JP | Erstveröffentlichung: 16. März 2022     |

### Kompilationen
| Jahr | Titel                                                        | Höchstplatzierung, Gesamtwochen, AuszeichnungChartsChartplatzierungen (Jahr, Titel, Platzierungen, Wochen, Auszeichnungen, Anmerkungen) | Anmerkungen                           |
| Jahr | Titel                                                        | JP | Anmerkungen                           |
| ---- | ------------------------------------------------------------ | --- | ------------------------------------- |
| 2014 | The Best 2008-2014「Monument」                               | JP3 (14 Wo.)JP | Erstveröffentlichung: 21. Mai 2014    |
| 2023 | The Best flumpool 2.0 ～Blue [2008–2011] & Red [2019–2023]～ | JP9 (3 Wo.)JP | Erstveröffentlichung: 9. Oktober 2023 |

### Singles
| Jahr | Titel Album | Höchstplatzierung, Gesamtwochen, AuszeichnungChartsChartplatzierungen (Jahr, Titel, Album, Platzierungen, Wochen, Auszeichnungen, Anmerkungen) | Anmerkungen                              |
| Jahr | Titel Album | JP | Anmerkungen                              |
| ---- | --- | --- | ---------------------------------------- |
| 2008 | Mirai Kanai (ミライカナイ) Unreal | — | Erstveröffentlichung: 25. Juni 2008      |
| 2008 | Labo Unreal | JP62 (5 Wo.)JP | Erstveröffentlichung: 27. August 2008    |
| 2008 | Hana ni Nare (花になれ) Unreal | — | Erstveröffentlichung: 27. August 2008    |
| 2008 | Over the Rain (Hikari no Hashi) (Over the Rain 〜ひかりの橋〜) Unreal | — | Erstveröffentlichung: 1. Oktober 2008    |
| 2009 | Hoshi ni Negai o (星に願いを) Wish Upon A Star What’s Flumpool!? | JP2 (13 Wo.)JP | Erstveröffentlichung: 25. Februar 2009   |
| 2009 | MW (Dear Mr. & Mrs. Picaresque) / Natsu Dive (MW ～Dear Mr. & Ms. ピカレスク～ ／ 夏Dive) What’s Flumpool!? | JP3 (8 Wo.)JP | Erstveröffentlichung: 1. Juli 2009       |
| 2009 | Freim (フレイム) What’s Flumpool!? | — | Erstveröffentlichung: 14. Oktober 2009   |
| 2009 | Mitsumeteitai (見つめていたい) What’s Flumpool!? | — | Erstveröffentlichung: 18. November 2009  |
| 2010 | Zanzō (残像) Afterimage Fantasia of Life Stripe | JP3 (10 Wo.)JP | Erstveröffentlichung: 3. Februar 2010    |
| 2010 | Reboot ~Akiramenai Uta~ / Nagareboshi (Reboot～あきらめない詩～ ／ 流れ星) Fantasia of Life Stripe | JP2 (6 Wo.)JP | Erstveröffentlichung: 23. Juni 2010      |
| 2010 | Kimi ni Todoke (君に届け) Fantasia of Life Stripe | JP2 (11 Wo.)JP | Erstveröffentlichung: 29. September 2010 |
| 2011 | Donna Mirai ni mo Ai wa Aru / Touch (どんな未来にも愛はある ／ Touch) – | JP6 (8 Wo.)JP | Erstveröffentlichung: 27. Juli 2011      |
| 2011 | Akashi (証) – | JP4 (12 Wo.)JP | Erstveröffentlichung: 7. September 2011  |
| 2011 | Present – | JP6 (6 Wo.)JP | Erstveröffentlichung: 7. September 2011  |
| 2012 | Because...I am Experience | JP3 (5 Wo.)JP | Erstveröffentlichung: 11. Juli 2012      |
| 2012 | Answer Experience | JP4 (6 Wo.)JP | Erstveröffentlichung: 7. November 2012   |
| 2013 | Taisetsuna Mono wa Kimi Igai ni Miataranakute / Binetsu Refrain (大切なものは君以外に見当たらなくて/微熱リフレイン) –                                                                                           | JP5 (4 Wo.)JP | Erstveröffentlichung: 3. Juli 2013       |
| 2013 | Tsuyoku Hakanaku / Belief-Haru Wo Matsu Kimi He (強く儚く / Belief 〜春を待つ君へ〜) – | JP6 (5 Wo.)JP | Erstveröffentlichung: 2. Oktober 2013    |
| 2015 | Four Rooms (I loved the scene at the beginning ~Bookstore on the hill~ / Fiddle of Joy / My Home Town/) Four Rooms (とある始まりの情景～Bookstore on the hill～/歓喜のフィドル / My Home Town / 大好きだった) – | JP5 (5 Wo.)JP | Erstveröffentlichung: 13. Mai 2015       |
| 2015 | Natsu Yo Tomenaide / You’re Romantic (夏よ止めないで ～You’re Romantic～) – | JP7 (4 Wo.)JP | Erstveröffentlichung: 5. August 2015     |
| 2016 | Yoru wa Nemurerukai? (夜は眠れるかい?) – | JP3 (7 Wo.)JP | Erstveröffentlichung: 10. Februar 2016   |
| 2016 | Free Your Mind – | JP6 (4 Wo.)JP | Erstveröffentlichung: 2. November 2016   |
| 2017 | Last Call (ラストコール) – | JP4 (6 Wo.)JP | Erstveröffentlichung: 15. März 2017      |
| 2017 | Toutoi (とうとい) – | JP5 (4 Wo.)JP | Erstveröffentlichung: 26. Dezember 2017  |
| 2019 | Help – | JP5 (4 Wo.)JP | Erstveröffentlichung: 22. März 2019      |
| 2020 | Subarashiki Uso (素晴らしき嘘) – | JP13 (5 Wo.)JP | Erstveröffentlichung: 26. Februar 2020   |
| 2021 | (ディスタンス) distance – | JP19 (3 Wo.)JP | Erstveröffentlichung: 26. Mai 2021       |